# مارتن أدولف بورمان
مارتن أدولف بورمان (بالألمانية: Martin Bormann junior) هو كاهن كاثوليكي ألماني، ولد في 14 أبريل 1930 في غرونفآلد في ألمانيا، وتوفي في 11 مارس 2013 في هيردكه في ألمانيا.